# Olena Kravets
Olena Yuriivna Kravets (en ucraniano: Олена Юрівна Кравець, nacida el 1 de enero de 1977) es una actriz, productora y presentadora de televisión de Ucrania.

## Biografía
Olena Maliashenko nació en Krivói Rog en Óblast de Dnipropetrovsk, es la única hija de Yurii Viktorovych Maliashenko y Nadiia Fedorivna Maliashenko. Fue directora ejecutiva del estudio de producción de televisión y estudio Kvartal-95 desde 2000.
El 21 de septiembre de 2002 se casó con el productor Serhii Kravets y adoptó el apellido de su marido. De este matrimonio tienen tres hijos: Mariia, nacida el 24 de febrero de 2003 y los mellizos Ivan y Kateryna, nacidos el 15 de agosto de 2016.
En la ocasión de su segundo embarazo, lanzó su propia línea de ropa especializada para embarazadas bajo el nombre "Onesize by Lena Kravets".